# Überflutung von Chicago 1992
Die Überflutung von Chicago wurde am 13. April 1992 durch Reparaturarbeiten an einer Brücke über den Chicago River ausgelöst. 
Die Wand eines stillgelegten, unterirdischen Versorgungstunnels der Chicago Tunnel Company erlitt bei den Arbeiten Schäden. Diese führten zur Überflutung des Chicago Pedway und diverser Keller von Bürogebäuden innerhalb des Chicago Loop. Der daraufhin folgende Rechtsstreit war langwierig und konnte die Frage nach der Schuld nie eindeutig klären.

## Ursachen
Für Sanierungsarbeiten an der Kinzie Street Bridge wurde von der Stadt Chicago die Anbringung neuer Pfähle unter der Brücke in Auftrag gegeben. Nicht bekannt war zu diesem Zeitpunkt, dass sich ein alter Versorgungstunnel der Chicago Tunnel Company in direkter Nähe zum Anbringungsort der Pfähle befand. Auch wenn die Pfähle bei der Anbringung nicht direkt durch die Tunnelwand getrieben wurden, brachte der verdrängte Lehmboden die Wand letztendlich doch zum Brechen. So konnte mit der Zeit immer mehr Wasser in das unterirdische Tunnelsystem sickern.

## Entdeckung
Zuerst entdeckte das Leck ein Telekommunikationsarbeiter, welcher den Fund an die Stadt Chicago weiterleitete. Da diese das Leck für nicht akut problematisch befand, wurde lediglich ein Ausschreibungsverfahren für die Sanierung des Tunnels eingeleitet.

## Auswirkungen
Nach einiger Zeit begann das Wasser, Keller von Firmen und Bürogebäuden innerhalb des Loops zu fluten. Das Leck wurde somit zu einer akuten Notlage. Der gesamte Loop wurde evakuiert, Strom und Gas wurden zur Sicherheit in den meisten Gebieten abgestellt. Zu diesem Zeitpunkt war auf Straßenhöhe noch kein Wasser zu sehen, da nur die unterirdischen Teile betroffen waren.
Zunächst war die Herkunft der Wassermassen unklar. Dann fiel ein Pfahl auf, um den sich das Wasser in ähnlicher Weise bewegte, wie um einen Abfluss. Das nun entdeckte Loch war zu diesem Zeitpunkt circa 6,1 m breit und wurde nach einigen gescheiterten Stopfungsversuchen letztendlich mit Hilfe einer Betonmischung geschlossen.

## Nachfolgen
Die Folgen der Flut kosteten die Stadt Chicago in etwa 1,95 Milliarden US-Dollar. Parken in der Innenstadt war wegen der Aufräumarbeiten zunächst nicht möglich.
Um die Schuldfrage zu klären, entstand im Nachgang des Unglücks ein lange andauernder Rechtsstreit. Bis heute bleibt fraglich, ob die Arbeiter vor Ort, oder die Fehlinformation über die Lage der Tunnel durch die Stadt Chicago Schuld am Leck waren.